# Логический парадокс
Парадокс в логике — это противоречие, имеющее статус логически корректного вывода и, вместе с тем, представляющее собой рассуждение, приводящее к взаимно исключающим заключениям. Логическая ошибка парадокса объясняется неверным выбором логических посылок, например, когда речь идет о предметах, не имеющих четкого определения (См. стрела Зенона).
Различаются такие разновидности логических парадоксов, как апория и антиномия.
Апория характеризуется наличием аргумента, противоречащего очевидному, общепринятому мнению, здравому смыслу.
Антиномия — наличием двух противоречащих друг другу, якобы одинаково доказуемых суждений.